# Hangar 1: The UFO Files
Hangar 1: The UFO Files, conosciuto anche come Cospirazione Extraterrestre, è una serie televisiva documentaristica statunitense trasmessa dal 28 febbraio 2014 su H2 e prodotta dalla Go Go Luckey Productions.
Il MUFON (The Mutual UFO Network) fornisce i files provenienti dai propri archivi di avvistamenti UFO come base per gli episodi di Hangar 1.

## Cast
- Jan Harzan (MUFON)
- John Ventre (MUFON)
- Jeremy Ray (MUFON)
- Jason McClellan (Open Minds Radio)

## Episodi
| Stagione         | Puntate | Prima TV originale | Prima TV Italia |
| ---------------- | ------- | ------------------ | --------------- |
| Prima stagione   | 8       | 2014               | 2014-2015       |
| Seconda stagione | 12      | 2015               | 2018            |

## Prima stagione (2014)
| nº | Titolo originale        | Titolo italiano            | Prima TV USA     | Prima TV Italia  |
| -- | ----------------------- | -------------------------- | ---------------- | ---------------- |
| 1  | Presidential Encounters | Cosa sanno i Presidenti?   | 28 febbraio 2014 | 23 novembre 2014 |
| 2  | Underground Bases       | Basi sotterranee           | 7 marzo 2014     | 30 novembre 2014 |
| 3  | Alien Technology        | Tecnologia aliena          | 14 marzo 2014    | 7 dicembre 2014  |
| 4  | Crashes and Cover-ups   | Collisioni e insabbiamenti | 21 marzo 2014    | 14 dicembre 2014 |
| 5  | American Hotspots       | America: Le zone calde     | 28 marzo 2014    | 21 dicembre 2014 |
| 6  | Space Weapons           | Armi spaziali              | 4 aprile 2014    | 4 gennaio 2015   |
| 7  | Unfriendly Skies        | Cieli ostili               | 11 aprile 2014   | 11 gennaio 2015  |
| 8  | Shadow Government       | Governo ombra              | 18 aprile 2014   | 18 gennaio 2015  |

## Seconda stagione (2015)
| nº | Titolo originale         | Titolo italiano               | Prima TV USA   | Prima TV Italia  |
| -- | ------------------------ | ----------------------------- | -------------- | ---------------- |
| 1  | UFOs at War              | UFO in guerra                 | 10 aprile 2015 | 4 agosto 2018    |
| 2  | Underwater UFOs          | UFO negli abissi              | 17 aprile 2015 | 28 luglio 2018   |
| 3  | Men in Black             | Men in black                  | 24 aprile 2015 | 7 luglio 2018    |
| 4  | Far Side of the Moon     | La faccia nascosta della luna | 1º maggio 2015 | 25 agosto 2018   |
| 5  | Star People              | Popoli delle stelle           | 8 maggio 2015  | 14 luglio 2018   |
| 6  | Hunted by UFOs           | Inseguiti dagli UFO           | 15 maggio 2015 | 21 luglio 2018   |
| 7  | UFOs Over Texas          | UFO sul Texas                 | 22 maggio 2015 | 1 settembre 2018 |
| 8  | The Smoking Gun          | Manuale Top Secret            | 29 maggio 2015 | 30 giugno 2018   |
| 9  | Cops vs. UFOs            | Poliziotti contro UFO         | 5 giugno 2015  | 11 agosto 2018   |
| 10 | Captured Aliens          | Alieni catturati              | 12 giugno 2015 | 18 agosto 2018   |
| 11 | Extreme Close Encounters | Incontri super ravvicinati    | 19 giugno 2015 | 25 agosto 2018   |
| 12 | UFO Superpowers          | I superpoteri degli UFO       | 26 giugno 2015 | 18 agosto 2018   |